# Oppenheim Simon
Oppenheim Simon (Moravský Krumlov, 1753. – Pest, 1851. január 24.) rabbi, vallási bíró. Az ortodox zsidóság körében nagy tiszteletnek örvend, egyesek cádiknak, csodarabbinak tartják. Mások szerint egyszerű plagizátor, szélhámos.

## Élete
A morvaországi Moravský Krumlovban született 1753-ban egy rabbi fiaként. Vallási tanulmányait Boskovitz Wolf és Freistadt Ábrahám Júda Léb rabbiknál folytatta. Ezután Prágában telepedett le, ahol Ezekiel Landau rabbinál tanult. Itt jelent meg Ammud ha-Sáchár (Pirkadat) című műve, ami kritikusai szerint Baruch Lindau néhány évvel korában megjelent zsidó természettudományos enciklopédiájából (Reshit Limmudim) vett szó szerinti részlet. A korabeli vallási közvélemény megütközött azon is, hogy a könyv előszavában a mindössze 26 éves Oppenheim egyik tanítványának mesterét dicsérő versei szerepeltek. 1793-tól kezdve Freistadtban működött.
1801-ben nevezték ki a Pesti Izraelita Hitközség vallási bíróságának (bét din) bírájává (dáján), amely tisztet közel fél évszázadig, haláláig töltötte be. Az első pesti főrabbi, Wahrmann Izrael halála után a főrabbi széke tíz évig üres maradt. 1826 és 1836 között a pesti hitközség lelki vezetését a háromfős bét din tagjai látták el: a konzervatív Oppenheim és Brill Azriel, valamint felvilágosult a Kunitzer Mózes. A rabbik igyekeztek megőrizni a fiatal pesti hitközség egységét. Zsinagógákat működtettek, iskolát építettek, temetőnek való földet vásároltak.
1812-ben adták ki Prágában Har ha-Karmel (A Karmel-hegy) című művét, ami vallásjogi témák mellett a menstruációval és rituális fürdővel (mikve) kapcsolatos szabályokkal foglalkozott. 1831-ben jelent meg Budán Nezer ha-Kodesh (Szent korona) című könyve, ami Jehiel ben Jekuthiel Anav 1556-ban kiadott erkölcstani klasszikusának, a Maalot HaMiddot-nak szó szerinti átvétele.
Nagy szerepe volt a neves litván talmudista, a Vilnai Gáon (Elija ben Slómó Zalman) műveinek csehországi és magyarországi megismertetésében.
1851. január 24-én halt meg Pesten 97 vagy 98 éves korában. A Váci úti zsidó temetőben temették el, de annak 1910-es felszámolásakor más neves rabbikkal együtt (Bach József, Brill Azriel, Brill Sámuel Lőb, Kunitzer Mózes, Meisel Farkas Alajos, Schwab Löw, Wahrmann Izrael) exhumálták és a Kozma utcai temetőben helyezték végső nyugalomra.
Síremléke az ortodox zsidóság zarándokhelyének számít.

## Művei
- Ammud ha-Sáchár. Prága, 1789.
- Har ha-Karmel. Prága, 1812.[9]
- Nezer ha-Kodesh. Buda, 1831.
- Sefer ha-Critut. Buda, 1843.[10]
- Sefer ha-Brit. Buda, 1843.[10]